# Pasjač
Pasjač (cyr. Пасјач) – wieś w Serbii, w okręgu pirockim, w mieście Pirot. W 2011 roku liczyła 13 mieszkańców.